# Sitting on the Edge of the Ocean
«Sitting on the Edge of the Ocean» (с англ. — «Сидя на краю океана») — песня, записанная валлийской певицей Бонни Тайлер для её четвёртого студийного альбома Goodbye to the Island. Авторами и продюсерами выступили Ронни Скотт и Стив Вольф. Песня была выпущена в качестве второго сингла с альбома. Специально для релиза в Испании и Латинской Америке была записана испаноязычная версия песни под названием «Sola A La Orilla Del Mar».
С данной песней Бонни Тайлер стала победителем Международном фестивале популярной музыки в Японии в 1979 году.

## Список композиций
Япония
1. «Sitting On The Edge Of The Ocean» (哀しみのオーシャン, Канасими но о̄сян) — 2:52
2. «Come On Give Me Loving» (ギブ・ミー・ラビング, Гибу мӣ рабингу) — 3:22

Испания
1. «Sola A La Orilla Del Mar» — 2:51
2. «Cariño, Solo Te Quiero» — 3:03

Аргентина
1. «Sola A La Orilla Del Mar» — 2:51
2. «Ven Y Dame Amor» — 3:03

Австралия
1. «Sitting On The Edge Of The Ocean» — 2:52
2. «Come On Give Me Loving» — 3:22